# Viljuša
Viljuša (cyr. Виљуша) – wieś w Serbii, w okręgu morawickim, w mieście Čačak. W 2011 roku liczyła 920 mieszkańców.